# シェアハウス (映画)
『シェアハウス』は2011年11月12日に公開された日本映画。湘南を舞台とした作品であり、撮影は葉山で行われた。

## ストーリー
シェアハウスで生活する世代や境遇の異なる4人の女性たち（有希子・まひる・麗子・花恵）が、共同生活をしながら人生を再生させていく。

## 登場人物
有希子
演 - 吉行和子
夫に先立たれ、娘夫婦にも先立たれた60歳代の女性。
まひる
演 - 佐伯めぐみ
デザイン会社で働いていたが失職し、恋人も失って傷ついている。
麗子
演 - 浅田美代子
ケータイ小説家。売れておらず、恋愛もできていない。
花恵
演 - 木野花
JAに勤めており、独身ゆえの孤独を感じている。
優人
演 - 牧田哲也
サーファー。海でおぼれかけていたまひるを救う。
マリ
演 - 高橋愛
シェアハウスの住人が集う湘南のカフェ「プラージュスッド」のオーナーの娘。フラダンスが好きで、劇中でも披露している。
その他の出演者
- 三上真史
- 譜久村聖
- 生田衣梨奈
- 鞘師里保
- 鈴木香音
- 劇団ひとり
- 大方斐紗子
- 森本のぶ
- 松林慎司
- 坂上忍
- 大杉漣
- 榎木孝明

## スタッフ
- 企画：喜多一郎
- プロデューサー：坂上也寸志、丸茂日穂
- ラインプロデューサー：中林千賀子
- 撮影：高間賢治
- 照明：上保正道
- 録音：坂上賢治
- 編集：鈴木真一
- 美術：小林鉄郎
- 音響効果：大塚智子
- 助監督：落合崇
- 協賛：トーエル
- 制作協力：ブースタープロジェクト、ワイズアンドアソシエイツ
- 製作委員会メンバー：アップフロントワークス、オフィスキタ、ヒューマックスコミュニケーションズ

## 音楽
- 主題歌「青にのせて」（歌:アルマカミニイト、作詞:林よしみ、作曲:小泉尊史）
- 挿入歌「茜」（歌:アルマカミニイト、作詞:山崎努、作曲:山崎努）
- 挿入歌「Blue Horizon」（歌:アルマカミニイト、作詞:久保田洋司、作曲:隆勇人）

## その他

### 舞台挨拶
映画公開日である2011年11月12日に109シネマズ川崎で行われ、吉行和子・佐伯めぐみ・浅田美代子・牧田哲也・高橋愛・モーニング娘。の9期メンバー（譜久村聖・生田衣梨奈・鞘師里保・鈴木香音）・喜多一郎監督が参加した。吉行が「4人も女性がいて、何もなく進むのは珍しい。」と述べるなど、吉行・佐伯・浅田は撮影が問題なく進行した旨を述べた。高橋はフラダンスの特訓を行い「（撮影後も）続けたいと思うぐらい楽しかった」とコメントした。また、撮影中は良い天気であることが多かったが、高橋の撮影日の2日間だけ天気が崩れたという。喜多は「愛ちゃんは雨女だと聞いてショック」とコメントした。